# Castello di Beduzzo
Il castello di Beduzzo sorge presso Beduzzo, frazione di Corniglio in provincia di Parma.

## Storia
Dopo essere stato forse sotto l’influenza canossiana, come la vicina Antesica, feudo degli Attoni fino al XII secolo, Beduzzo venne dotato di un castello nel XIV secolo allo scopo di presidiare la zona ed era di proprietà della famiglia Terzi poiché ne era stata investita dall'imperatore Venceslao I di Lussemburgo nel 1387. I Terzi esercitarono la signoria su Beduzzo fino all'aprile del 1448, quando Pier Maria II de' Rossi invase il territorio con le sue truppe conquistando il castello.
L'investitura sul castello e sul contado fu sancita al Rossi da Francesco Sforza e riconfermata in seguito nel 1470. A seguito della guerra fra i Rossi e Ludovico il Moro che culminò nel 1483 con la definitiva sconfitta di Guido de' Rossi e con la conseguente confisca di tutte le rocche rossiane, il feudo venne assegnato ai Visconti di Saliceto, già signore di Berceto e in seguito fu tenuto per breve tempo da Galeazzo Pallavicino sino a che ma nel 1521 Filippo Maria de' Rossi, figlio di Guido, riuscì a riconquistare il territorio. Alla morte di Filippo, avvenuta nel 1529 il feudo passò al figlio Camillo e quindi al nipote Filippo Maria che finì per essere incarcerato a Parma nel 1593, morendo senza eredi.
Nello stesso anno dell'arresto di Filippo Maria il castello venne confiscato e passò definitivamente alla camera ducale di Parma.
Dopo aver perso la funzione di baluardo difensivo dell'Alta Val Parma posto a protezione del feudo di Corniglio, il castello cadde in rovina, i suoi resti vennero utilizzati per la ristrutturazione della parrocchiale di San Prospero, avvenuta nel 1783.
La fortificazione venne in parte abbattuta nel corso del 1700 per fare spazio all'attuale chiesa. A metà degli anni 50 del secolo scorso venne demolita la porzione superstite della torre grande.
Nella boscaglia che circonda le mura superstiti è ancora possibile vedere il contrafforte d'angolo della torre, mentre poco più in basso, guardando verso il torrente Parma, casa Jattoni ingloba oggi nell’edificio una torre mozzata risalente al XIV-XV secolo.

## Descrizione
L'unica descrizione del castello di Beduzzo che è giunta sino ai giorni nostri è del tardo XIV secolo in cui viene descritto come "torre murata con mura all'interno".
Le restanti informazioni giunte a noi del castello di Beduzzo sono tutte incidentali. La prima è del 1462 e si tratta di un atto notarile conservato all'Archivio di Stato di Parma, dove viene descritta una dote. L'atto viene rogato davanti a Giovanni de Jattoni e il notaio Banzi all'interno del castello di Beduzzo. Le testimonianze successive sono conservate all'Archivio vescovile di Parma e si tratta delle descrizioni della pieve di Beduzzo redatte dagli arcipreti locali. Il castello viene citato esclusivamente perché la pieve si trova all'interno delle mura. La testimonianza più interessante resta quella dell'arciprete Giovan Battista de Uccelli che nel 1691 scrive che la struttura aveva due cinte murarie: "La chiesa di Beduzzo si trova posta dentro al primo circuito di muraglia che cinge la Torre granda, segno del castello; il secondo cinto di muraglia cinge la Torre granda comune della Contea".